# Melvis & His Gentlemen
Melvis & His Gentlemen anses som det første danske rockband, det hed oprindeligt Haki Melvis & His Rock'N'Roll Boys, men havde også andre navne.
Gruppen havde adskillige udskiftninger af medlemmerne, men med Melvis i alle konstellationer.
Haki Melvis and his Rock'n'Roll Boys bestod af:
- Melvis, Ivan Haki Haagensen, sang, trombone og guitar
- Erik Hertz, guitar
- Erik Knudsen, trommer

I 1959 under navnet Melvis Rock Band var besætningen fælgende:
- Ole Berndorff, guitar
- Jørgen Rothmann, saxofon
- Erling Andersen, saxofon
- Birger Gylling, bas
- Ole Rahbek, trommer

Denne gruppe indspillede i 1959 en single, med numrene Troubles og Goodness, it's Glady's.
I 1960 gik Ole Rahbek og Ole Berndorff gik ud, og orkestret udvidedes med
- Gert Rasmussen, sax
- Preben Planck, vibrafon
- Freddy Pedersen, trommer

Orkesteret opløstes i starten af 1961 og Melvis dannede samme år det egentlige Melvis & His Gentlemen der bestod af med
- Jan Lindén, guitar
- Jesper Halberg, sax
- Bent Rasmussen, piano
- John »Stygge« Andreasen, bas samt senere Pelle Isholm.
- Preben Devantier, trommer – dog erstattet i en periode 1962-63 af Torben Sardorf

Gruppen debuterede 7. januar 1961.
Ved årsskiftet 1961/62 kom orkestret til at hedde Melvis and his Gentlemen-Rockers, men havde samme besætning.
Kort efter forlod John Andreasen og Bent Rasmussen gruppen og erstattes af
- Torben Brint, bas
- Den 15. december blev Preben Devantier erstattet af Torben Sardorf på trommer på spillestedet Pigalle i Hamburg.

Gruppen opløses, da Melvis blev indkaldt til militæret, han dannede igen i efteråret 1964 gruppen, der blev den mest produktive udgave af Melvis & his Gentlemen med følgende medlemmer:
- Mogens »Django« Petersen, guitar
- Frank Jacobsen, sax
- Lars Kofoed, bas
- Preben Devantier, trommer

Denne besætning var inspireret af blandt andet det engelske Graham Bond Organisation.
I januar 1966 reorganiserede Melvis og Kofoed gruppen med
- Hans Pindborg, guitar
- Frank Jacobsen, sax
- Jesper Halberg, sax
- Lars Kofoed, bas
- Carl Christian Søndergaard, trommer

I senere samme år, forlod Frank Jacobsen gruppen, der nu udvides med
- Erling Kroner, trombone
- Poul Christian Nielsen, trombone
- Jesper Thomas Beck Nielsen, sax

I februar/marts 67 bestod gruppen
- Hans Pindborg, guitar
- Lars Kofoed, bas
- Erling Kroner, trombone
- Teit Høvring, sax
- Ken Gudman, trommer

Denne konstellation indspillede den ikke-udsendte LP Live at Montmartre.
Gruppen blev opløst i august 1967.

## Diskografi
- Melvis And His Gentlemen, 1965
- Melvis Is Back, 1975
- But Still Gentlemen, 1987
- Siden 1958, 1989